# Sokólovo (Sverdlovsk)
|  | Per a altres significats, vegeu «Sokólovo». |

Sokólovo (en rus: Соколово) és un poble de l'óblast de Sverdlovsk, a Rússia, segons el cens del 2010 tenia 51 habitants.